# Jenő Kamuti
Jenő Kamuti (Budapest, 17 settembre 1937) è un ex schermidore ungherese, vincitore di due medaglie d'argento nella scherma ai giochi olimpici e vincitore di una Coppa del Mondo di scherma.
È il fratello di László Kamuti.

## Biografia
Dal 1996 al 2005 è stato presidente della Confederazione europea di scherma.